# Kenan Olcay
Kenan Olcay (1914) è stato un lottatore turco, specializzato nella lotta greco-romana.

## Palmarès

### Olimpiadi
- Argento a Londra 1948 nei pesi mosca.